# Taniec historyczny
Taniec historyczny – taniec popularny w późnym średniowieczu i głównie w renesansie. Do tańców historycznych zalicza się tańce dworskie, i czasami używa się tych terminów jako synonimów.
Na temat historii i ewolucji tańca w nowożytnej Europie:
- taniec w średniowieczu
- taniec w renesansie

Obecnie tańce historyczne są odtwarzane przez zespoły interesujące się tańcami i muzyką dawnych epok, biorące często udział w rekonstrukcjach zabaw dworskich na zamkach i w czasie turniejów rycerskich.
Można zaliczyć do tej grupy tańce staropolskie, takie jak:
- drabant
- hajduk